# The Madd Rapper
Deric Michael Angelettie (nascido em 31 de julho de 1968, Brooklyn, Nova York, Estados Unidos) - também conhecido como D-Dot, Papa Dot e Madd Rapper - é um rapper, produtor musical, CEO e empresário. Se formou na Samuel J. Tilden High School em 1986. Em seguida foi para Howard University, onde ficou de 1986 até 1989. Ele saiu para preosseguir sua carreira musical. Três vezes nomeado para o Grammy e ganhador do prêmio NARAS, Angelettie fez uma importante marca como produtor musical de hip-hop e R&B. Angelettie começou em 1990 como um rapper do grupo "Two Kings In a Cipher".
De 1996 até 1998 ele foi o "capitão" de Sean "Diddy" Combs ' Bad Boy Entertainment 's, produzindo os The Hitmen. Como produtor, Angelettie vendeu milhões de discos e produziu hits para mega superestrelas como Notorious BIG, Diddy, Jay-Z, Mary J. Blige, Eminem e muitos outros. Ele produziu hits para o rapper Notorious BIG - "Hypnotize" e Mase - Feel So Good e muitos outros artistas vencedores de Grammys.
Ele criou o personagem Madd Rapper e lançou um álbum, Tell 'Em Porque U Madd, em 2000, que incluiu a participação do futuro rapper conhecido mundialmente, 50 Cent na canção "How To Rob". O LP Tell 'Em Why U Madd também revelou um novo rapper produzido por Angelettie, Kanye West. Angelettie aconselha e presta consultoria para grandes corporações e empresas de entretenimento através de sua companhia de consultoria, "Connect The Dots Consulting, LLC.". Angelettie é casado com Lisa Angelettie, colunista da RSU GirlShrink.com e é pai de quatro filhas: Alexis, Autumn, Ali e Ava.

## Discos produzidos

### 1990-1996
- Two Kings in a Cipher "From Pyramids to Projects" - Entire Album (BAHIA/RCA, 1991)
- Two Kings in a Cipher (Bahia/RCA, 1990)
  - "Movin' on 'Em"
- "The Show Soundtrack" (Def Jam, 1995)
  - Suga - "What's Up Star?" (Produzido com Ron "Amen-Ra" Lawrence)
- Outkast "Atliens" (LaFace 1996)
  - "Atliens Remix"
- Rakim "Build And Destroy" (Universal)
- Salt 'N' Pepa (MCA)
- Positive K "I Got A Man" (Remix)
- Larry Johnson - Comercial televisivo (MCA 1996)
  - (And 1 Commercial)
- Nalini (1996)
  - "Lay Down" (Bad Boy Remix) (Produced com Puff Daddy)

### 1997
- The Notorious B.I.G.: "Life After Death" (Bad Boy)
  - "Hypnotize" (Estrelando Pam da banda Total) (Produzido com Puff Daddy & Ron "Amen-Ra" Lawrence)
  - "The World is Filled" (Estrelando Too Short, Puff Daddy, Carl Thomas) (Produzido com Puff Daddy)
  - "B.I.G." Interludes (Produzido com The Notorious B.I.G.)
- Puff Daddy & The Family: "No Way Out" (Bad Boy)
  - "Do You Know" (Estrelando Kelly Price) (Produzido com Puff Daddy)
  - "Been Around The World" (Estrelando Mase & The Notorious B.I.G.)
  - "It's All About the Benjamins" (Estrelando The Lox, Lil' Kim, The Notorious B.I.G.)
  - "Pain"
  - Interludes
- L.L. Cool J: "Phenomenon" (Def Jam)
  - "Hot, Hot, Hot" (Produzido por Puff Daddy & Ron "Amen-Ra" Lawrence, Co-Produced By D-Dot)
- Mase: "Harlem World" (BadBoy)
  - "Feel So Good" (Estrelando Kelly Price) (Produzido com Puff Daddy)
  - "24 Hours To Live" (Featuring The Lox, DMX & Black Rob) (Produced with Nashiem Myrick & Carlos Broady)
  - "I Need To Be" (Featuring Monifah) (Produced with Chucky Thompson)
  - "Do You Wanna Get $" (Featuring Kelly Price & Puff Daddy) (Produced with Ron "Amen-Ra" Lawrence)
  - Interludes (Produced with Mase & Puff Daddy)
- Tracey Lee: "Many Facez" (Bystorm/Universal)
  - The Theme (It's Party Time)
  - Clue
  - Big Will
- SWV: "Release Some Tension" (RCA)
  - "Give It Up" (Featuring Lil' Kim) (Produced with Lantz "Wet" Mitchell)

Executive Production Credits
- Puff Daddy & the Family: "No Way Out" (BadBoy)
- Mase: "Harlem World" (Bad Boy)
- Tracey Lee: "Many Facez" (Bystorm/Universal)

A&R Credits
- Mase: "Harlem World" (Bad Boy)
- Puff Daddy & the Family: "No Way Out" (Bad Boy)
- The Notorious B.I.G.: "Life After Death" (Bad Boy)

Remix Credits
- MC Lyte: "Cold Rock a Party" (Featuring Missy Elliott) (Produced with Puff Daddy, Stevie J., Ron "Amen-Ra" Lawrence) (East/West Records)
- Jody Watley: "Off the Hook" (Featuring Rakim) (MCA)
- Ray-J: "Everything You Want" (Elektra)

### 1998
- Jay-Z: "In My Lifetime Vol. 1" (Roc-A-Fella)
  - "Where I'm From"
- Busta Rhymes: "Extinction Level Event" (Elektra)
  - "Hot Shit Makin' Ya Bounce"
- Made Men: "Classic Limited Edition" (Priority)
  - "Just You and I"
  - "Is It You? (Deja Vu) (Remix) (Featuring Big Pun, Cardan, Mase)
- Foxy Brown: "Chyna Doll" (Def Jam)
  - "My Life"
- Jermaine Dupri: "Life in 1472" (So So Def)
  - "Get Your Shit Right" (Featuring DMX, Madd Rapper)
  - "Gotta Go" (Featuring Da Brat)
- The Lox: "Money, Power & Respect" (Bad Boy)
  - "Yonkers Tale (Intro)" (Featuring Carl Thomas)
  - "Money, Power & Respect" (Featuring DMX, Lil' Kim) (Produced with Ron "Amen-Ra" Lawrence)
  - "Can't Stop, Won't Stop" (Featuring Puff Daddy) (Produced with Puff Daddy)
  - "Bitches from Eastwick" (Produced with Chucky Thompson)
  - "All For The Love" (Additional Production)
  - "Everybody Wanna Rat" (Additional Production)
  - All Interludes
- Trina & Tamara "Trina & Tamara" (Columbia)
  - "Jo Anne"
- Imajin (Jive)
  - "Shorty (You Keep Playin with My Mind)" (Featuring Keith Murray)
- "Have Plenty Soundtrack" (Yab Yum)
  - Queen Pen & Tracey Lee: "Rock The Body"
- Harlem World: "Harlem World" (All Out/So So Def/Columbia)
  - "Cali Chronic" (Featuring Snoop Dogg)
- Total: "Keisha, Kima, and Pam" (Bad Boy)
  - "Sitting Home" (Produced with Blake "Karrington" Smith)

Remix Credits
- The Notorious B.I.G.: "Nasty Boy" (Featuring Kelly Price) (Bad Boy)
- Puff Daddy: "Come With Me" (Featuring Jimmy Page)
- Jackson 5 - "I Want You Back '98" (Featuring Black Rob)

Executive Production Credits
- Faith Evans: "Keep the Faith" (Bad Boy)
- The Lox: "Money, Power, Respect" (Bad Boy)

A&R Credits
- The Lox: "Money, Power, Respect" (Bad Boy)
- Faith Evans: "Keep the Faith" (Bad Boy)

### 1999
- Goodie Mob: "World Party" (LaFace)
  - "Rebuilding"
  - "Chain Swang"
- The Notorious B.I.G.: "Born Again" (BadBoy)
  - "Let Me Get Down" (Featuring Missy Elliott, Craig Mack & G-Dep)
  - " If I Should Die Before I Wake" (Featuring Beanie Sigel, Ice Cube & Black Rob) (Produced with Coptic & Charlemagne)
- Puff Daddy: "Forever" (Bad Boy)
  - "Real Niggas" (Featuring The Notorious B.I.G. & Lil Kim)
  - "Mad Rapper Interlude"
- Mase: "Double Up" (Bad Boy)
  - "Fuck Me, Fuck You" (Featuring Mysonne)
  - "Mad Rapper Interlude"
- 50 Cent: "Power of the Dollar"
  - "How to Rob"

### 2000
- Madd Rapper: "Tell 'Em Why U Madd" (Crazy Cat/Columbia)
  - "Dot VS TMR"
  - "You're All Alone" (Featuring Picasso Black)
  - "That's What's Happening" (Featuring Tracey Lee & Mase)
  - "How We Do" (Featuring Puff Daddy)
  - "Stir Crazy" (Featuring Eminem)
  - "Ghetto" (Featuring Raekwon & Carl Thomas)
  - "Surviving The Game" (Featuring Desert Roze)
  - "Bongo Break" (Featuring Busta Rhymes)
  - "Whateva" (Featuring Picasso Black & Fierce)
  - "They Just Don't Know" (Featuring Black Rob & Nature (artist))
  - "Esta Loca" (Featuring The Beatnuts & Rambo)
  - "They Just Know" (Featuring Black Rob & Nature)
  - "Shysty Broads" (Featuring Babe Blue)
  - "Wildside" (Featuring Desert Roze)
- Carl Thomas: "Emotional" (Bad Boy)
  - "Special Lady" (Produced with Garrett "Blake" Smith)
- Black Rob: "Life Story" (BadBoy)
  - "Lookin' at Us" (Featuring Cee-Lo) (Produced with Nashiem Myrick)
  - "Jasmine" (Featuring Carl Thomas) (Produced with Edward Logan)
  - "Can I Live?" (Featuring The Lox)
  - "PD World Tour" (Featuring Puff Daddy) (Produced with Charlemagne)
  - "B.R." (Featuring G-Dep) (Produced with Black Rob)
  - "Madd Rapper Interlude"
- Da Brat: "Unrestricted" (So So Def)
  - "Hands In The Air" (Featuring Mystikal)
- Tracey Lee: "Live from the 215" (Universal)
  - "We Like"
  - "Go 'Head"

Executive Production Credits
- Madd Rapper: "Tell 'Em Why U Madd" (Crazy Cat/Columbia)
- Black Rob: "Life Story" (Bad Boy)

Remix Credits
- Carl Thomas: "Emotional" (Bad Boy)
- The Notorious B.I.G.: "Notorious" (Featuring Lil' Kim & Puff Daddy) (Bad Boy)

### 2001
- Lil' Kim: "Notorious K.I.M." (Atlantic)
  - "Don't Mess With Me" (Produced by Kanye West, Co-Produced by D-Dot&Ed Logan, Sony)
- Bad Boy: "Greatest Hits" (Bad Boy)
  - "Mad Rapper Interludes"
- Benzino: "The Benzino Project" (Motown)
  - "Who Is Benzino?" (Featuring Puff Daddy)

### 2002
- Nas: "The Lost Tapes" (Columbia)
  - "Poppa Was a Playa" (Produced by Kanye West)
- Lady May "MayDay" (Crazy Cat)
  - "The Dick & the Dough"
- P. Diddy: "We Invented The Remix" (Bad Boy)
  - The Notorious B.I.G.: "Notorious" (Featuring Lil' Kim, P. Diddy)

### 2003
- Mary J. Blige: "Love & Life" (Geffen)
  - "Don't Go" (Produced with P. Diddy)
  - "Interlude: Finally Made It" (Produced with P. Diddy)
- Da Band "Too Hot 4 TV" (Bad Boy)
  - "Cheers 2 Me" (Featuring Fonzworth Bentley)
- Beanie Sigel: "State Property Presents The Chain Gang Vol. 2" (Roc-A-fella)
  - "It's On" (Featuring Jay-Z)
- DJ Kay Slay "Street Sweeper Vol. 1" (Columbia)
  - "Stars" (Featuring Black Rob, G-Dep, Craig Mack)

Executive Production Credits
- Da Band: "Too Hot 4 TV" (Bad Boy)
- Lady May: "May Day" (Crazy Cat)

Remix Credits
- 112: "Hot & Wet" (Featuring Ludacris & Chingy) (a 2nd remix with Ghostface Killah)

### 2004
- Carl Thomas: "Let's Talk About It" (Bad Boy)
  - "Let's Talk About it"
- 8 Ball & MJG: "Livin' Legends" (Bad Boy)
  - "Gangsta"

### 2005
- Black Rob: "The Black Rob Report" (Bad Boy/WB)
  - "B.L.A.C.K."
  - "Y'all Know Who Killed 'Em" (Featuring The Notorious B.I.G.)
  - "Help Me Out"
  - "Fire In Da Hole" (Featuring Ness)
- The Notorious B.I.G. "Duets: The Final Chapter" (Bad Boy/WB)
  - "I'm With Whateva" (Featuring Jim Jones (rapper), Lil Wayne & Juelz Santana)
  - "What's Goin' On" (Featuring Black Rob)
- Labba - "Untitled LP" (Jive)
  - "What Is It?

Executive Producer Credits
- Black Rob: "The Black Rob Report" (Bad Boy/WB)
- Noah: "The Music Man" (Crazy Cat/Jive)

### 2006
- Danity Kane: "Danity Kane" (Bad Boy/Atlantic)
  - "Press Pause" (Produced with Mario Winans)

### 2007
- The Madd Rapper: "Still Mad"
- The Madd Rapper: "Drama - Gangsta Grillz The Album"

### 2008
- Mario Winans: "Love's Highway" (featuring The Game)
- The Madd Rapper: "Brooklyn Let's Go, Pt. 1" (featuring Red Cafe, Maino, Wais P, Papoose & Joell Ortiz)
- Heltah Skeltah: "Intro" (featuring DonRocko, BummyFlyJab, Alkatraz)